# Сан-Педро (приток Усумасинты)
Сан-Педро — река в Центральной Америке, протекающая на севере Гватемалы, в департаменте Петен, и в юго-восточной Мексике, где она известна под названием San Pedro Mártir. Длина — 186,25 км по территории Гватемалы. Площадь бассейна в Гватемале — 14 335 км².
Имеет несколько притоков. Берёт начало в гватемальском департаменте Петен и течёт на запад, пересекая границу с Мексикой в штате Табаско, в месте с координатами 17°16′47″ с. ш. 90°59′16″ з. д.. После границы с Мексикой река следует дальше под названием San Pedro Mártir в северо-западном направлении, где в итоге впадает в реку Усумасинта.
Река является важным источником воды для местных жителей.